# Herod Attyk

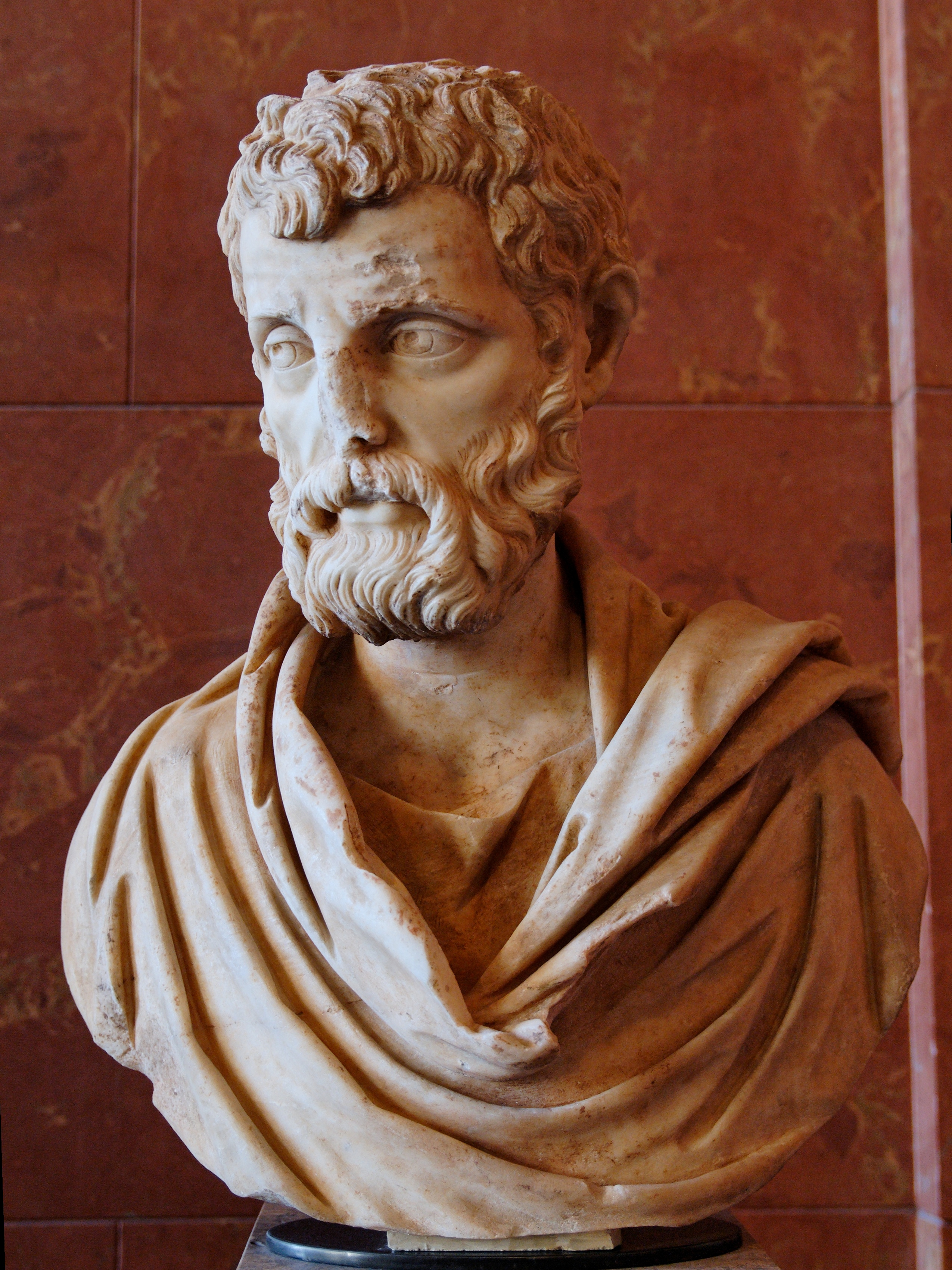
Herod Attyk, marmurowe popiersie z około 161, zbiory Luwru

Herod Attyk (łac. Herodes Atticus, gr. Ηρώδης ο Αττικός), Herodes Attykus, Lucius Vibullius Hipparchus Tiberius Claudius Atticus Herodes Marathonios, Tiberius Claudius Atticus Herodes, Tyberiusz Klaudiusz Attyk Herod (ur. 101 w Maratonie, zm. 177) – rzymski działacz polityczny i mąż stanu, grecki retor, patrycjusz rzymski i ateński, filozof-sofista, nauczyciel Marka Aureliusza.

## Pochodzenie
Pochodził z zamożnej rodziny. Jego dziadek Hipparch (Tiberius Claudius Hipparchos) uchodził za najbogatszego człowieka w ówczesnej Grecji. Ojciec – Tytus Klaudiusz Herod Attyk (Titus Claudius Herodes Atticus), żył skromnie, póki nie stał się stronnikiem Nerwy w 96 n.e., gdy rzekomo odnalazł część skarbu swego ojca Hipparcha w ruinach domu. Majątek ten umożliwił mu nie tylko uzyskanie w 98 n.e. miejsca w rzymskim senacie, ale i stanowiska namiestnika w Judei wraz z przywróceniem znaczenia rodzinie.

## Działalność twórcza i polityczna
Herod Attyk odziedziczył po ojcu ogromną fortunę (choć przypisywano mu też odnalezienie perskiego skarbu ukrytego koło Maratonu). Cesarz Hadrian mianował go prefektem wolnych miast Azji (czyli rzymskim namiestnikiem części prowincji małoazjatyckich) w 125. W 127/128 pełnił urząd archonta w Atenach, będąc jednocześnie wykładowcą w szkole sofistów. Uważany jest za jednego z najwybitniejszych przedstawicieli drugiej sofistyki, chociaż z jego pism zachowała się jedynie mowa Peri politejas. Piastował wtedy również funkcję głównego kapłana podczas Panatenajów. W 140 cesarz Antoninus Pius sprowadził go do Rzymu i ustanowił nauczycielem Marka Aureliusza oraz Lucjusza Werusa. W 143 powołany został na urząd konsula.
Chociaż urodzony w Maratonie, swe życie i działalność związał z Atenami. Jego żoną była Aspazja Annia Regilla. Dla uczczenia jej pamięci miał wystawić w Atenach odeon (161); po jej śmierci podobno polecił też na znak żałoby pomalować na czarno wszystkie ściany swego domu.

## Działalność fundatorska
Podczas swego urzędowania wzniósł własnym kosztem w Atenach i w innych miejscowościach Grecji szereg wspaniałych budowli użyteczności publicznej. Zbudował: 
- odeon pod ateńskim Akropolem (zwany odeonem Heroda Attyka)
- nimfeum w Olimpii
- stadion w Delfach
- łaźnie publiczne (termy) w Termopilach
- akwedukt w Aleksandrii Troadzkiej i w italskim Kanusium
- teatr w Koryncie
- pokrył marmurem Stadion Panatenajski (Panathinaiko) w Atenach, dzięki czemu nazywano go kallimarmaro
- rozbudował nimfeum (fontannę Pejrene) w Koryncie